# Operação Athena
Operação Athena refere-se a contribuição das Forças Canadenses à Força Internacional de Assistência à Segurança (ISAF) durante a Guerra do Afeganistão. A operação foi dividida em duas fases: a primeira ocorreu de julho de 2003 a julho de 2005 na região de Cabul e a segunda de agosto de 2005 a dezembro de 2011 na área de Kandahar. O principal objetivo da operação era melhorar a segurança e a governança do Afeganistão. A Operação Athena em Kandahar constituiu a mais longa missão de combate da história das Forças Canadenses.   Com mais de 40.000 unidades militares canadenses que, em algum momento, entraram no país - frequentemente várias vezes - esta operação constitui o maior desdobramento militar das Forças Canadenses desde a Segunda Guerra Mundial. 